# Daniël Perez
Daniël Perez (Oldenzaal, 26 oktober 1981) is een Nederlands boccia-speler die als enige Nederlandse speler die een medaille heeft gewonnen op de Paralympische Spelen. Perez komt uit in de BC1 klasse. 

## Levensloop
Perez heeft tijdens zijn geboorte een gebrek aan zuurstof gehad. Het gevolg hiervan is dat Perez er een cerebrale parese eraan heeft overgehouden. Perez komt in aanmerking met boccia en blijkt hierin heel goed te zijn. Tijdens het debuut van Perez op het wereldkampioenschap weet Perez Borns te winnen.
Twee jaar later weet hij zich als eerste Nederlander ooit te plaatsen voor de Paralympische spelen 2016 via de wereldranglijst. Niet alleen is er kwalificatie afgedwongen in de BC1 klasse, ook voor de gemengde landenwedstrijd BC1-2 is de ploeg geplaatst. De BC1-2 ploeg voldeed niet aan de eisen van NOC*NSF waardoor er in principe geen ploeg uitgezonden mocht worden. De internationale boccia bond was het hier niet mee eens omdat Perez niet als enkel individu sturen waardoor de ploeg alsnog deel mag nemen.  Eerst werden de landenwedstrijden gespeeld. Perez doet samen met Judith Bulthuis en Bernd Meints hieraan mee. De eerste wedstrijd tegen Japan werd met 3-1 verloren. De volgende tegenstander in de groepsfase was Groot-Britanië. Met 2-11 is deze wedstrijd ook verloren. Dit betekent dat de ploeg is uitgeschakeld en een elfde eindklassering noteert van de twaalf deelnemers. Vier dagen later start het individuele toernooi voor Perez. In de groepsfase weet Perez ongeslagen te blijven en gaat Perez door naar de kwartfinales. Panagiotis Soulanis wordt daarin getroffen. Met een eenvoudige 13-0 plaatst Perez zich voor de halve finales. In de halve finale staat Perez tegenover Antonio Marques. Een wat onbekende Portugees die nu wel in de Paralympische halve finale staat. Perez wint deze wedstrijd ook weer en is zeker van een medaille. Een paralympische finale voor een Nederlander, wie had dat ooit gedacht. Zijn tegenstander is de Brit David Smith nadat er in eigen huis vier jaar geleden een zilveren medaille werd veroverd. Daniël Perez verliest met 5-0 en wint als eerste Nederlander ooit een Paralympische boccia medaille.
Hierna weet de ploeg zich te plaatsen voor het wereldkampioenschap 2018 in Liverpool. Tijdens het individuele toernooi weet Perez ongeslagen te blijven en kwalificeert zich voor de achtste finales. Hierin speelt Perez tegen de Zuid-Koreaan Sungjoon Jung en wint nipt met 4-1. Daarna volgt er een overwinning in de kwartfinale op Tomas Kral uit Slowakije geboekt. De volgende ronde is de kwartfinale hierin verliest Perez met 6-0 van de Chinees Kai Sun, wat betekent dat na het Paralympisch zilver er op het volgende mondiale toernooi niet weer een finale bereikt gaat worden. Uiteindelijk weet Perez net als tijdens het WK in 2014 knap brons te winnen door met 2-4 van Witsanu Huadpradit uit Thailand te winnen. Bij de BC1-2 gemengde landenwedstrijd speelt Nederland in de groepsfase tegen: Hongkong, China en Slowakije, alleen van het laatste land werd er verloren. Des al niet te min werd Nederland eerste in de groepsfase waarin de kwartfinale tegen Brazilië met 2-7 werd verloren en eindigt de ploeg op een achtste plaats.
Voor de Paralympische spelen 2020 plaatst Perez zich dit keer weer via de wereldranglijst. Dit keer staat hij als enige Nederlander aan de start in het gehele toernooi omdat de gemengde BC1-2 ploeg zich niet weet te plaatsen voor de spelen. Tijdens de Paralympische spelen 2016 werden er in de groepsfase drie wedstrijden gespeeld, tijdens deze Paralympische spelen speel je vier wedstrijden. Er is alleen verloren van Mikhail Gutnik uit Rusland, wat een tweede plaats in de groepsfase betekent. Precies genoeg voor de volgende ronde: de kwartfinale. Daarin wordt Jose Carlos Chagas getroffen, latere winnaar van het brons, en verliest deze wedstrijd met 6-2 wat einde toernooi betekent. Dit betekent een vijfde plaats op deze spelen.
Voor de eerste keer in de geschiedenis is er een Europese kampioenschappen parasporten georganiseerd. Verschillende paralympische sporten die op Europees niveau worden gehouden tijdens een Multi sportevenement. De eerste editie Europese kampioenschappen parasporten 2023 wordt gehouden in Rotterdam. Hierin weet Perez Europees kampioen te worden individueel en met de gemengde landenwedstrijd, dit gebeurde samen met Marco Dekker en Chantal van Engelen, waardoor er directe kwalificatie voor de Paralympische spelen 2024 in Parijs is afgedwongen.
Door vorig jaar het Europees kampioenschap in eigen huis te winnen heeft Perez zich voor de derde keer geplaatst voor de Paralympische spelen 2024. Hierin is de ploeg BC1-2 ook gekwalificeerd voor de gemengde landenwedstrijd. Op voorhand heeft Perez aangegeven dat dit zijn laatste toernooi gaat zijn die gespeeld gaat worden. In de groepsfase werd je tegen twee andere spelers ingedeeld in plaats van de vijf in Tokio waarvan de beste twee doorgaan. De groepsfase wordt wat wisselvallig gespeeld na een nipte overwinning tegen de Braziliaan Jose Oliveira (6-5) en een verlies van de tweevoudig en regerend paralympisch kampioen in de BC-1 klasse de Brit: David Smith waarvan ook de Paralympische finale in 2016 werd verloren. Hierdoor gaat Perez als tweede door naar de kwartfinale. Hierin werd Muhamad Syafa uit Indonesië getroffen. De wedstrijd wordt met 0-10 verloren en dit betekent het einde van zijn individuele carrière. Wel speelt Perez nog samen met zijn ploeg genoten: Chantal van Engelen en Marco Dekker in de gemengde landenwedstrijd. In de groepswedstrijden werden twee wedstrijden gespeeld, waarvan de beste twee landenploegen doorgaan naar de kwartfinales. De eerste wedstrijd was tegen het gastland Frankrijk. Deze wedstrijd werd met 8-2 verloren. Nederland moet de volgende wedstrijd tegen Indonesië winnen om nog kans te maken op de kwartfinales, helaas mocht dit niet zo zijn want de Nederlandse ploeg verliest met 9-3 waardoor er een elfde plaats behaald wordt van de twaalf deelnemers. Dit is hetzelfde resultaat als tijdens de Paralympische spelen 2016. Hierdoor vult Perez zijn Paralympische prijzenkast niet aan en sluit zijn mondiale carrière af met Paralympisch zilver, twee maal WK brons.

## Resultaten[8]

### Paralympische Spelen
| Jaar | Plaats         | BC-1   | Gemengd BC1-2 |
| ---- | -------------- | ------ | ------------- |
| 2016 | Rio de Janeiro | Zilver | 11            |
| 2020 | Tokio          | 5      | -             |
| 2024 | Parijs         | 8      | 11            |

### Wereldkampioenschap
| Jaar | Plaats         | BC-1  | Gemengd BC1-2 |
| ---- | -------------- | ----- | ------------- |
| 2014 | Peking         | Brons | -             |
| 2018 | Liverpool      | Brons | 8             |
| 2022 | Rio de Janeiro | 8     | 8             |

### Europees kampioenschap
| Jaar | Plaats          | BC-1   | Gemengd BC1-2 |
| ---- | --------------- | ------ | ------------- |
| 2015 | Guildford       | 5      | -             |
| 2017 | Póvoa de Varzim | 4      | Brons         |
| 2019 | Sevilla         | Zilver | 5             |
| 2021 | Sevilla         | 5      | Zilver        |
| 2023 | Rotterdam       | Goud   | Goud          |